# Vermibus

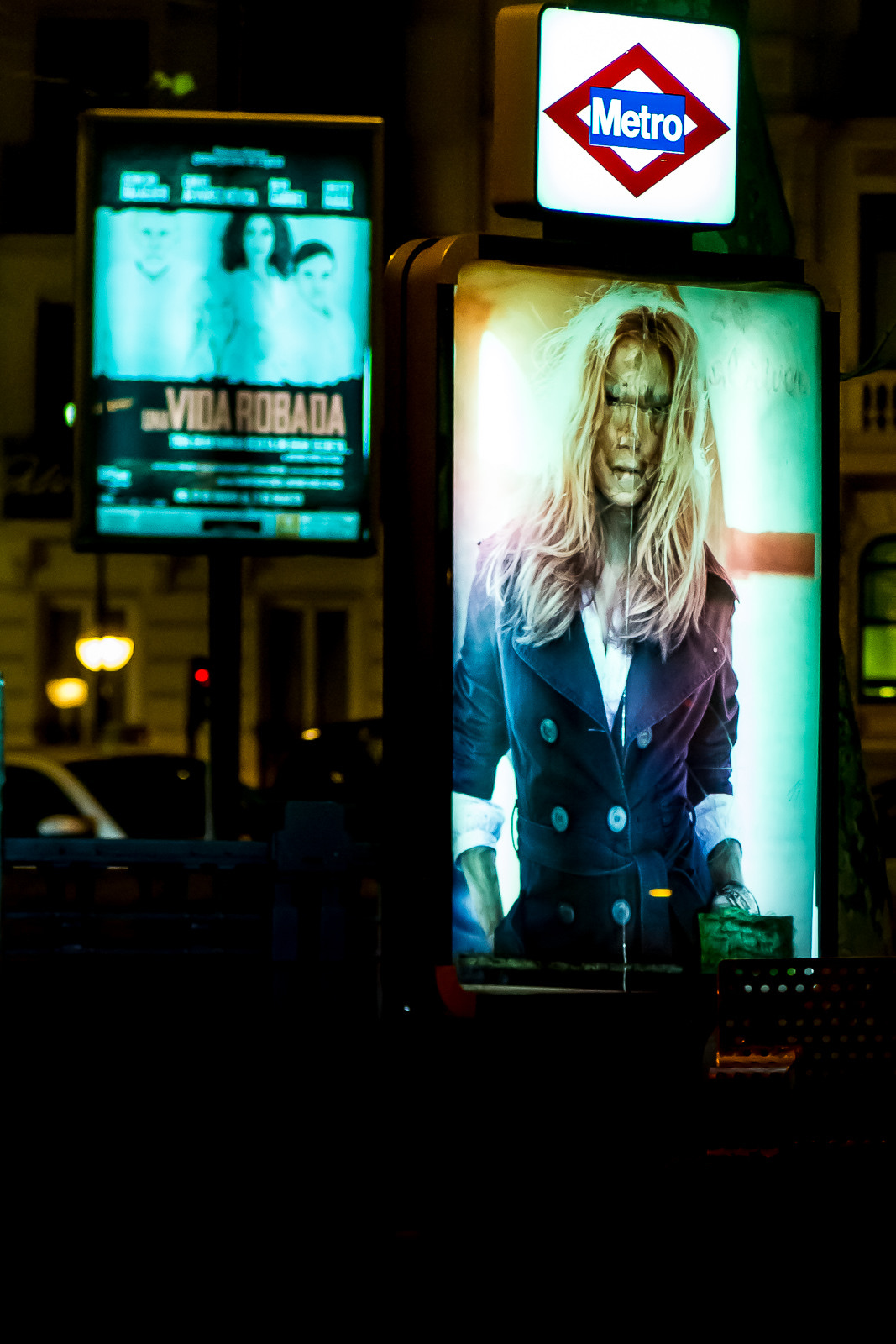
Manipulierte Werbung für Mode in einem City Light

Vermibus (* 1987 in Palma de Mallorca) ist ein aus Spanien stammender Streetart-Künstler, der im Bereich Adbusting aktiv ist. 

## Leben
2003 zog Vermibus nach Madrid und war dort ursprünglich als Fotograf in der Modeszene aktiv. Seit 2010 lebt er in Berlin.

## Werk
Vermibus gelangte zu größerer Bekanntheit mit einer Form des Adbusting. So entwendet er Werbeplakate aus dem öffentlichen Raum und manipuliert die dargestellten Personen mit Lösungsmitteln, die die Farben auf den Offset-Drucken lösen. Diese bearbeiteten Plakate bringt er an anderer Stelle wieder in das Straßenbild ein. Eines seiner Ziel ist die Rückeroberung des öffentlichen Raums, die er von großen Firmen gestohlen sieht, und eine Hinterfragung der Schönheitsideale, die in Werbung und Medien momentan vorherrschen.
Er ist europaweit tätig und es gibt weitreichende Video- und Fotodokumentationen über seine Arbeit.

## Ausstellungen (Auswahl)
- 2012: Unmasking Kate, U-Bahnhof Leinestraße, Berlin
- 2013: Dissolving Europe, Wien, Mailand, u. a.
- 2014: La Estética del Dolor, La Taché Gallery, Barcelona[5]
- 2015: UrbanArt Biennale, Völklingen
- 2016: Unveiling Beauty, Open Walls Gallery, Berlin
- 2017: In Absentia, Open Walls Gallery, Berlin
- 2017: UrbanArt Biennale, Völklingen

Zusätzlich zu den Ausstellungen ist er durch eine Galerie in Berlin vertreten.